# Pierre Jansen
Pour les articles homonymes, voir Jansen.
Pierre Jansen, né Pierre Georges Cornil Jansen le 28 février 1930 à Roubaix et mort le 13 août 2015 à Saint-Pierre-Saint-Jean, en Ardèche, est un compositeur français de musique contemporaine et de musique de film. Il est notamment le compositeur attitré de Claude Chabrol pour qui il compose près d'une trentaine de bandes originales.

## Biographie
Pierre Jansen nait le le 28 février 1930 à Roubaix. Il y fait ses premières études musicales au conservatoire (piano et harmonie) sous la direction d’Alfred Desenclos. Études supérieures au Conservatoire royal de musique de Bruxelles (prix de piano et d’harmonie). Études d’écriture avec André Souris (harmonie, contrepoint, fugue et orchestration).
À partir de 1952, il suit régulièrement les cours d’Olivier Messiaen et participe aux Ferienkurse für die neue Musik à Darmstadt. En 1958, il crée à Darmstadt une suite pour piano et 18 instruments qui est reprise à Paris au cours d’un concert du Domaine musical.
En 1960, oppressé par la rigidité de la musique sérielle et de l'école de Darmstadt, influences dominantes du moment auxquelles il ne voit pas d'alternative, il est insatisfait de ses compositions. Il renonce alors à la musique d’avant-garde, et se consacre à la musique de film, dans laquelle il trouve une nouvelle liberté. Il collabore avec Claude Chabrol dont il devient le compositeur attitré, signant près d'une trentaine de bandes originales, des Godelureaux en 1961 jusqu'au Grand Frère en 1982. Le réalisateur de la Nouvelle Vague dit à propos de Pierre Jansen : « J’ai rencontré un frère en musique », tandis que ce dernier qualifie sa rencontre avec Chabrol de « déterminante et inespérée ». Il travaille ensuite avec Claude Goretta, Francis Girod et Pierre Schoendoerffer. Il collabore aussi pour la télévision en composant des musiques pour Serge Moati et pour Josée Dayan.
En 1985, il compose pour le cinéma muet, en collaboration avec Antoine Duhamel, une vaste partition pour grand orchestre destinée à accompagner les images du célèbre film de David Wark Griffith, Intolérance. Cette œuvre sera créée par l’Orchestre national d'Île-de-France (direction Jacques Mercier) et projetée en direct au Théâtre des Amandiers, puis au Festival d'Avignon.
Une version de ce film, nouvellement restauré fut réalisée en 2007. Elle a nécessité une nouvelle adaptation de la partition. Réenregistrée sous la direction de Jean Deroyer, elle fut diffusée sur Arte. Cette version est éditée en DVD.
Abandonnant peu à peu la musique de film car ne voulant pas tomber « dans la facilité commerciale », il se consacre alors à sa propre œuvre en composant des concerts.
Il a enseigné l’orchestration à l’École normale de musique de Paris, ainsi qu’au Conservatoire national supérieur de musique de Paris (CNSMDP).
Il meurt le 13 août 2015 à Saint-Pierre-Saint-Jean, en Ardèche. Ses manuscrits et archives personnelles sont conservés au département de la Musique de la Bibliothèque nationale de France depuis 2019, suite au don de sa veuve, Colette Zerah.

## Catalogues des œuvres
- Pour orchestre :
  - une symphonie (1995)
  - Éloge de la consonance (1989)
  - Litanie pour un éden (1993)
  - Concerto pour piano et orchestre (2006)
  -  L’an deux mille, la fin d’un millénaire pour chœur et orchestre (1999)
  - Suite en duo pour piano et orchestre (orchestration de la Suite pour deux pianos) (1987)
  - Concerto pour Saxhorn et Orchestre (2014)
- Pour piano :
  - Première sonate (1983)
  - Deuxième sonate (1986 – 1989)
  - Douze pièces pour piano
  - Divertissement à quatre mains
  - Suite pour deux pianos (1983)
- Pour guitare :
  - Concerto pour guitare et cordes (Bèrben 2006)
  - Évocation d'un Concerto (2006, inédit)
- Musique de chambre :
  - Premier quatuor à cordes (1980)
  - Deuxième quatuor à cordes (1991)
  - Trio pour piano violon et violoncelle (2000)
  - Sonatine pour violon et piano (1977)
  - Fantaisie toccata et rondes, violoncelle et piano (1981)
  - Vagabondages pour flûte (ut et sol) et piano (2007)
  - Quelques fragments enchaînés pour clarinette basse et harpe
  - Sonate pour violon et piano (2011)
- Formations diverses :
  - Sphène pour quintette de harpes (1971)
  - Les arborescences pour quintette de cuivres
  - Concert en quintette pour clarinette, violon, violoncelle et piano (1993)
  - Rétro-voyage pour flûte saxo alto, harpe, violon, violoncelle, célesta et piano
  - Burlesque. Pour flûte, clarinette basse, piston, trombone, percussions, piano, violon et contrebasse.
- Musique vocale :
  - Six poèmes tirés d’épigrammes de Paul Verlaine pour baryton et piano.
  - Quatre-Temps. Pour contralto, récitant et piano (il existe une version avec orchestre).

## Filmographie

### Cinéma
- 1960 : Les Bonnes Femmes de Claude Chabrol
- 1961 : La Ligne droite de Jacques Gaillard
- 1961 : Les Godelureaux de Claude Chabrol
- 1962 : Les Sept Péchés capitaux (sketch)
- 1962 : L'Œil du Malin de Claude Chabrol
- 1963 : Ophélia de Claude Chabrol
- 1963 : Landru de Claude Chabrol
- 1963 : La 317e Section de Pierre Schoendoerffer
- 1964 : L'Homme qui vendit la tour Eiffel (sketch dans Les Plus Belles Escroqueries du monde)  de Claude Chabrol
- 1964 : Le Tigre aime la chair fraîche de Claude Chabrol
- 1965 : Une si jeune paix de Jacques Charby
- 1965 : Marie-Chantal contre Dr Kha de Claude Chabrol
- 1965 : Le Tigre se parfume à la dynamite de Claude Chabrol
- 1966 : La Ligne de démarcation de Claude Chabrol
- 1967 : Le Scandale de Claude Chabrol
- 1967 : La Route de Corinthe de Claude Chabrol
- 1968 : Les Biches de Claude Chabrol
- 1968 : Flammes sur l'Adriatique d'Alexandre Astruc
- 1969 : La Femme infidèle de Claude Chabrol
- 1969 : Que la bête meure de Claude Chabrol
- 1969 : La Main de Henri Glaeser
- 1970 : Le Boucher de Claude Chabrol
- 1970 : La Rupture de Claude Chabrol
- 1971 : Juste avant la nuit de Claude Chabrol
- 1971 : Le Sauveur de Michel Mardore
- 1971 : La Décade prodigieuse de Claude Chabrol
- 1972 : Docteur Popaul de Claude Chabrol
- 1973 : Les Noces rouges de Claude Chabrol
- 1974 : Nada de Claude Chabrol
- 1975 : Une partie de plaisir de Claude Chabrol
- 1975 : Les Innocents aux mains sales de Claude Chabrol
- 1976 : Nuit d'or de Serge Moati
- 1977 : Alice ou la Dernière Fugue de Claude Chabrol
- 1977 : La Dentellière de Claude Goretta
- 1978 : Les Liens de sang de Claude Chabrol
- 1978 : Violette Nozière de Claude Chabrol
- 1978 : L'État sauvage de Francis Girod
- 1980 : L'Œil du maître de Stéphane Kurc
- 1980 : Le Cheval d'orgueil de Claude Chabrol
- 1980 : Un homme en fuite de Simon Edelstein
- 1982 : Le Grand Frère de Francis Girod
- 1984 : Rebelote de Jacques Richard
- 1985 : Monsieur de Pourceaugnac de Michel Mitrani
- 1989 : La Folle Journée ou le mariage de Figaro de Roger Coggio
- 1991 : Boulevard des hirondelles de Josée Yanne

### Télévision
- 1974-1978 : Histoires insolites de Claude Chabrol 7 épisodes
- 1974 : Le Pain noir de Serge Moati (feuilleton télévisé)
- 1978 : Ciné-roman de Serge Moati
- 1978 : Madame le juge de Claude Chabrol, épisode « 2 + 2 = 4 »
- 1980 : Mont-Oriol d'après Guy de Maupassant de Serge Moati

## Discographie
- L’Œuvre pour piano - Erika Haase, piano (1997, 2CD Triton TRI 331106) — avec des œuvres de Colette Zerah-Jansen, interprétées par elle-même. Premier enregistrement mondial.